# IEEE 802.11g
IEEE 802.11g est un amendement apportant des modifications et des ajouts au standard IEEE 802.11 plus connu sous le nom de Wi-Fi ; celui-ci, avait été ratifié en 1999 et révisé en 2003. La norme IEEE 802.11g, publiée en juin 2003, spécifie un mode de transmission de données par liaison sans fil à des débits allant jusqu'à 54 Mbit/s dans la bande de fréquences des 2,4 GHz.

## Description
La norme IEEE 802.11g reprend, au niveau de la couche PHY, le procédé de modulation numérique OFDM préconisé par le standard IEEE 802.11a de manière à atteindre un débit crête théorique de 54 Mbit/s. Celle-ci intègre aussi la technique de modulation CCK (Complementary code keying) et le schéma de codage PBCC (Packet Binary Convolutional Code) spécifiés par la norme IEEE 802.11b.
Par cette combinaison de procédés, IEEE 802.11g est rétrocompatible avec IEEE 802.11b mais pas avec IEEE 802.11a qui définit un réseau sans fil dans la bande de fréquences des 5 à 6 GHz.

## Aperçu technique
Les procédés d'étalement de spectre, de modulation et de codage des signaux numériques employés par la norme, permettent une plage de débits allant de 1 à 54 Mbit/s dans la bande de fréquences des 2,4 GHz, selon les conditions de propagation radio. Ces procédés peuvent se décomposer comme suit.
Ceux permis par la nouvelle modulation OFDM utilisant de multiples sous-porteuses (48 utiles) et sur chaque sous-porteuse les modulations QAM :
- BPSK, QPSK, 16QAM ou 64QAM : combinées au procédé de multiplexage OFDM permettant d'avoir la séquence de débits 6, 9, 12, 18, 24, 36, 48 et 54 Mbit/s.

Ceux supportés au titre de la compatibilité ascendante avec la norme 801.11b (technique d'étalement de spectre DSSS) :
- CCK : procédé de modulation par encodage permettant sur 4 bits d'obtenir un débit de 5,5 Mbit/s et sur 8 bits un débit de 11 Mbit/s.
- QPSK : procédé de modulation qui permet d'obtenir un débit de 2 Mbit/s.
- BPSK : technique de modulation permettant d'avoir un débit de 1 Mbit/s.

## Comparaison avec les autres normes IEEE 802.11
| Réseaux locaux 802.11 : standards physiques   | Réseaux locaux 802.11 : standards physiques | Réseaux locaux 802.11 : standards physiques | Réseaux locaux 802.11 : standards physiques | Réseaux locaux 802.11 : standards physiques                                                        | Réseaux locaux 802.11 : standards physiques | Réseaux locaux 802.11 : standards physiques | Réseaux locaux 802.11 : standards physiques | Réseaux locaux 802.11 : standards physiques |
| Protocole 802.11                              | date                                        | Fréquence                                   | largeur de bande                            | Débit binaire                                                                                      | Nombre maximum de flux MIMO                 | Codage / Modulation                         | Portée                                      | Portée                                      |
| Protocole 802.11                              | date                                        | Fréquence                                   | largeur de bande                            | Débit binaire                                                                                      | Nombre maximum de flux MIMO                 | Codage / Modulation                         | Intérieur                                   | Extérieur                                   |
| Protocole 802.11                              | date                                        | (GHz)                                       | (MHz), (GHz)                                | (Mbit/s), (Gbit/s)                                                                                 | Nombre maximum de flux MIMO                 | Codage / Modulation                         | (mètres)                                    | (mètres)                                    |
| --------------------------------------------- | ------------------------------------------- | ------------------------------------------- | ------------------------------------------- | -------------------------------------------------------------------------------------------------- | ------------------------------------------- | ------------------------------------------- | ------------------------------------------- | ------------------------------------------- |
| 802.11-1997 (d'origine)                       | juin 1997                                   | 2,4                                         | 79 ou 22 MHz                                | 1, 2 Mbit/s                                                                                        | NC                                          | FHSS, DSSS                                  | 20 m                                        | 100 m                                       |
| 802.11a (Wi-Fi 2)                             | sept 1999                                   | 5 3,7[A](US)                                | 20 MHz                                      | 6 Mbit/s à 54 Mbit/s                                                                               | 1                                           | OFDM                                        | 35 m                                        | 120 m (5 GHz) 5 000 m[A] (3,7 GHz)          |
| 802.11b (Wi-Fi 1)                             | sept 1999                                   | 2,4                                         | 22 MHz                                      | 1 Mbit/s à 11 Mbit/s                                                                               | 1                                           | DSSS                                        | 35 m                                        | 140 m                                       |
| 802.11g (Wi-Fi 3)                             | juin 2003                                   | 2,4                                         | 20 MHz                                      | 6 Mbit/s à 54 Mbit/s                                                                               | 1                                           | OFDM                                        | 38 m                                        | 140 m                                       |
| 802.11n (Wi-Fi 4)                             | oct 2009                                    | 2,4 5                                       | 20, 40 MHz                                  | 6,5 Mbit/s à 600 Mbit/s (voire 1,2 Gbit/s en utilisant simultanément les deux bandes de fréquence) | 4                                           | OFDM                                        | 70 m (2.4 GHz) 35 m (5 GHz)                 | 250 m                                       |
| 802.11ac (Wi-Fi 5)                            | déc 2013                                    | 5                                           | 20, 40, 80, 160 MHz                         | 6,5 Mbit/s à 6,93 Gbit/s                                                                           | 8                                           | OFDM                                        | 12-35 m                                     | 300 m                                       |
| 802.11ad                                      | déc 2012                                    | 57 à 71                                     | 1,7 à 2,16 GHz                              | jusqu’à 6,75 Gbit/s                                                                                | NC                                          | OFDM ou porteuse unique                     | 10 m                                        | 10 m                                        |
| 802.11af (en)                                 | fév 2014                                    | 0,054 à 0,79                                | 6 à 8 MHz                                   | 1,8 à 568,9 Mbit/s                                                                                 | 4                                           | OFDM                                        | 100 m                                       | 1 000 m                                     |
| 802.11ah                                      | mai 2017                                    | 0,9                                         | 1 à 8 MHz                                   | 0,6 à 8,6 Mbit/s                                                                                   | 4                                           | OFDM                                        | 100 m                                       | 100 m                                       |
| 802.11ax (Wi-Fi 6 et 6E)                      | fév 2021                                    | 1 à 7,1                                     | 20, 40, 80, 160 MHz                         | 8 Mbit/s à 9,6 Gbit/s                                                                              | 8                                           | OFDM, OFDMA                                 | 12-35 m                                     | 300 m                                       |
| 802.11ay (en)                                 | mars 2021                                   | 58,3 à 70,2                                 | 2,16 à 8,64 GHz                             | 20 à 176 Gbit/s                                                                                    | 4                                           | OFDM ou porteuse unique.                    | 100 m                                       | 500 m                                       |
| 802.11be (Wi-Fi 7)                            | 2024                                        | 2,4 5 et 6                                  | 20 40 80 160 320 MHz                        | | 16                                          | OFDMA                                       | 30 m intervalle de garde 0,8µs              | 120 m intervalle de garde 3,2µs             |
| Voir aussi : - Wi-Fi - Liste des canaux Wi-Fi |                                             |                                             |                                             | |                                             |                                             |                                             |                                             |

- A1 A2  IEEE 802.11y est équivalent à la norme 802.11a mais utilise la bande de fréquence des 3,7 GHz. Elle n’est autorisée qu’aux États-Unis par la FCC.
- B  par flux MIMO, avec intervalle de garde court (SGI).
- C  par flux MIMO, avec intervalle de garde long.
- D  en mode "single user" et débit maximum pour 8 flux MIMO.